# 庚申街道

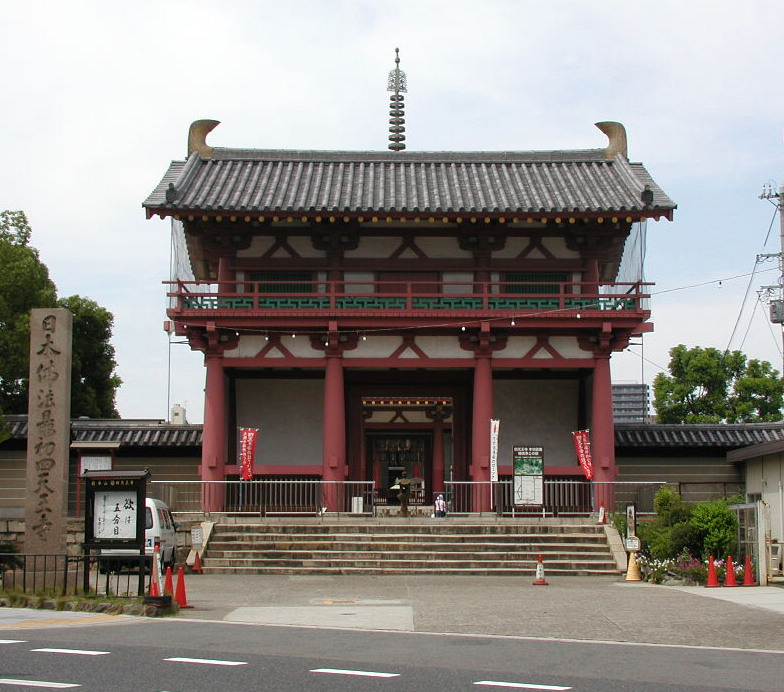
街道の起点　四天王寺南門

庚申街道（こうしんかいどう）は大阪の旧街道の一つである。
大阪市天王寺区の四天王寺南大門前を起点として南へ庚申堂前を過ぎ、平野区長吉川辺町で古市街道と合流していた。青面金剛童子を祭る四天王寺庚申堂は、日本の庚申信仰発祥の地といわれている。
熊野街道とともに上町台地を走る旧街道。

## 街道のなりたち
1898年（明治31年）ごろ、庚申堂参りの道として知られる同街道は葛井寺道などさまざまな異名があったが、次第に庚申街道の名前が定着した（出典：明治36年刊「大阪府誌」）。
1977年（昭和52年）、大阪都市計画事業近鉄南大阪線連続立体交差事業により、新しく都市計画線阿倍野松崎線が設けられ、踏切が廃止となり、庚申街道は近鉄南大阪線大阪阿部野橋駅東口地下コンコースを通る形で南北を結ぶこととなり、地下部分をエスカレーター付きの地下道で大阪阿部野橋駅庚申口から同駅松崎口に出るように残るユニークな古街道となった。

## 街道の道程
街区整理前は、四天王寺南大門前を起点として南へ庚申堂前、国鉄天王寺地下道を経て近鉄南大阪線阿部野橋踏切を横切り道なりに南下、阿倍野消防署付近で東へ折れ、現・阿倍野区役所前をあびこ筋に南下、大阪市立工芸高等学校前からあびこ筋を離れて東南方へ南下、桃ヶ池公園に出てから東進し今川まで進む。その後、今川沿いをしばらく並走し針中野を南下、照が丘矢田まで東南を指して進み、そこからは大和川下高野橋の東方600mの地点で大和川を川沿いに東進し住吉区長吉河辺町に至って古市街道に合流する。古市街道はいずれ東高野街道と竹内街道の交差付近にそれぞれの街道に合流する。
なお、今日では街道のルート南部の阿倍野区桃ヶ池を境に、南部分は大阪市の区画整理事業、道路拡幅などもあって、元の街道ルートをたどることは難しい。

## 現在の状況

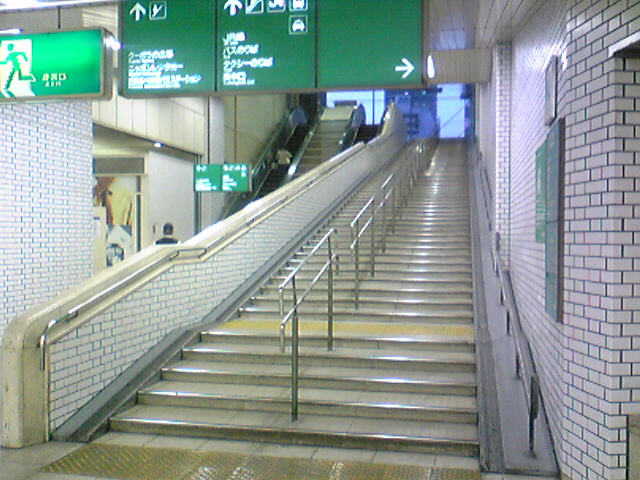
近鉄阿部野橋駅「庚申口」街道の一部は地下道となっている

1988年（昭和63年）、近鉄南大阪線の立体交差事業完成を記念して近鉄と地元「庚申街道を守る会」の起案で近鉄及び大阪市建設局の手により、近鉄大阪阿部野橋駅東の松崎口にあるサンクンガーデンに街道の歴碑が残されている。本来の庚申街道は阿倍野区松崎町から文の里・田辺方面へ向かっていたが、現在、あびこ筋の1本西側の西田辺・長居方面へ向かう道を地元では「庚申街道」と呼んでいる。街道沿いは小中学校や専門学校などが多く見られ、普段から人通りが多い。

## エピソード
- かつて大阪市営バスの停留所に「庚申街道」が存在した。位置は現阿倍野区役所交差点を西に約50メートル入った地点。
- かつて松崎町の庚申街道沿いに本店があった相互信用金庫（2002年に経営破綻。現在は辻調理師専門学校）の前には「そうしん街道」と書かれた案内板があった。
- 四天王寺庚申堂は、京都八坂庚申堂、東京浅草と並ぶ日本三庚申堂の一つ。西暦700年ごろ、豪範僧都により建立され、その後、豊臣秀頼によって再建されたことが記録に残っている。1945年（昭和20年）、大阪大空襲によって焼失した。現在の庚申堂は1970年（昭和45年）の大阪万博の際に全日本仏教会が建造した「法輪閣」で、閉幕後に寄進されたもの。現在でも、新年最初の庚申（かのえ さる）の日、「初庚申」の縁日は多くの参詣者で賑わっている。

## 参考項目
- 庚申（干支のひとつ）
- 庚申信仰
- 難波大道
- 庚申待
- 庚申塔